# Emmanuel Marie Michel Philippe Fréteau de Saint Just

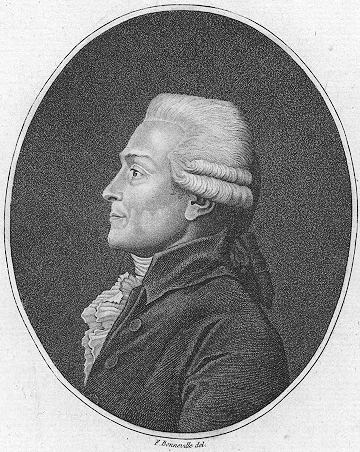
Emmanuel Marie Michel Philippe Fréteau de Saint Just

Emmanuel Marie Michel Philippe Fréteau de Saint Just (n. 1745, la Vaux-le-Pénil - d. 14 iunie 1794, la Vaux-le-Pénil) a fost un om politic francez.

## Originile
Emmanuel Marie Michel Philippe Fréteau de Saint Just s-a născut la Vaux-le-Pénil, în anul 1745, într-o familie de nobili.

## Activitatea politică
Senior de Vaux-le-Pénil și Saint-Liesne, a fost ales, la 20 martie 1789, deputat al nobilimii „baillage-lor” din Melun și Moret-sur-Loing la Stările Generale din 1789.
Era deja un personaj celebru. Consilier în Parlamentul din Paris, el s-a ilustrat susținând rezistența Parlamentelor la Edictele lui Loménie de Brienne; pentru aceasta, a fost închis la Doullens în 1788. De aceea, nobilimea liberală din regiunea Melun, ostilă Curții, l-a ales în primăvara lui 1789.
La Versailles s-a alăturat repede nobililor liberali care doreau să conteste absolutismul și să reunească cele trei stări într-o Adunare Națională. În dezbateri, a intervenit frecvent: Mirabeau l-a supranumit „cumătra Fréteau”. A fost ales în două rânduri Președinte al Adunării. Partizan convins al Monarhiei Constituționale, el a propus să i se dea lui Ludovic al XVI-lea titlul de „Rege al francezilor”.
După 10 iunie 1792, fiind în dezacord cu noua orientare luată de Revoluție, s-a retras pe proprietatea sa de la Vaux-le-Pénil, pe care o cumpărase bunicul său Héracle Fréteau de Saint-Just, în 1728, și pe care tatăl său construise castelul care există și astăzi.

## Sfârșitul vieții
A continuat să participe activ la viața comunei sale, dar fiind declarat „suspect”, a fost arestat sub Teroare, la 4 mai 1794. A fost achitat, mulțumită sprijinului acordat de concetățenii săi, dar, în ciuda acestui sprijin, a fost închis la Conciergerie. A fost acuzat de complot contra securității statului. Orice drept la apărare i-a fost refuzat și a fost ghilotinat la 26 prairial din anul II (14 iunie 1794).